# Гидиб
Гидиб — село в Чародинском районе Дагестана. Входит в состав муниципального образования сельсовет Цурибский.

## География
Село Гидиб расположено в 3 км к юго-западу от села Цуриб.

## История
В 1944-57 годах село переселено в с. Турты Ритлябского района ЧИ АССР.

## Население
| 1869 | 1888 | 1895 | 1926 | 1939 | 1970 | 1989 |
| ---- | ---- | ---- | ---- | ---- | ---- | ---- |
| 62   | ↗121 | ↗145 | ↗220 | ↘214 | ↘81  | ↗262 |
| 2002 | 2010 | 2021 |      |      |      |      |
| ↘49  | ↗63  | ↗103 |      |      |      |      |